# Municipio de Hickory (Minnesota)
El municipio de Hickory (en inglés: Hickory Township) es un municipio ubicado en el condado de Pennington en el estado estadounidense de Minnesota. En el año 2010 tenía una población de 80 habitantes y una densidad poblacional de 0,88 personas por km².

## Geografía
El municipio de Hickory se encuentra ubicado en las coordenadas 47°58′42″N 95°39′28″O / 47.97833, -95.65778. Según la Oficina del Censo de los Estados Unidos, el municipio tiene una superficie total de 90.93 km², de la cual 90,93 km² corresponden a tierra firme y (0,01 %) 0,01 km² es agua.

## Demografía
Según el censo de 2010, había 80 personas residiendo en el municipio de Hickory. La densidad de población era de 0,88 hab./km². De los 80 habitantes, el municipio de Hickory estaba compuesto por el 96,25 % blancos, el 1,25 % eran asiáticos y el 2,5 % eran de una mezcla de razas. Del total de la población el 0 % eran hispanos o latinos de cualquier raza.